# Desmond Harrington
Desmond Harrington (19 de octubre de 1976) es un actor estadounidense, principalmente conocido por el gran público por su papel de Joseph Quinn en Dexter y su papel como Jack Bass en la exitosa serie Gossip Girl.

## Biografía
Nacido en Savannah (Georgia), se mudó al Bronx con tres años. Asistió a la escuela católica y se graduó en la Fordham Preparatory School. Tras estudiar en el instituto, asistió al Manhattan College, abandonándolo 6 meses más tarde. Posteriormente trabajó en la construcción y como camarero con tal de pagarse las clases de actuación con John Strasberg.
Su primer papel fue en la película Juana de Arco (1999), y posteriormente ha participado en The Hole, Wrong Turn, Ghost Ship y We Were Soldiers. En televisión apareció en Taken, Dexter y Gossip Girl como el tío de Chuck, Jack Bass.
Reside en Los Ángeles en un apartamento junto a su perro Etta.

## Filmografía

### Cine
| Año  | Título                                                        | Personaje                    | Notas         |
| ---- | ------------------------------------------------------------- | ---------------------------- | ------------- |
| 1999 | The Messenger: The Story of Joan of Arc (Juana de Arco [Esp]) | Aulon                        |               |
| 2000 | Boiler Room                                                   | JT Marlin Trainee            | No acreditado |
| 2000 | Massholes                                                     | Bing                         |               |
| 2000 | Drop Back Ten                                                 | Spanks Voley                 |               |
| 2001 | Riding in Cars with Boys                                      | Bobby                        |               |
| 2001 | The Hole                                                      | Mike Steel                   |               |
| 2001 | My First Mister                                               | Randy Harris, Jr.            |               |
| 2002 | Life Makes Sense If You're Famous                             | Jay                          |               |
| 2002 | Ghost Ship                                                    | Jack Ferriman                |               |
| 2002 | We Were Soldiers                                              | Sp4. Bill Beck               |               |
| 2003 | Wrong Turn                                                    | Chris Flynn                  |               |
| 2003 | Love Object                                                   | Kenneth Winslow              |               |
| 2004 | 3-Way                                                         | Ralph Hagen                  |               |
| 2006 | Taphephobia                                                   | Mike Hollister               |               |
| 2006 | Bottoms Up                                                    | Rusty #1                     |               |
| 2007 | Fort Pit                                                      | Mike Sokeletski              |               |
| 2008 | Exit Speed                                                    | Sam Cutter                   |               |
| 2009 | Timer                                                         | Dan, el hombre               |               |
| 2009 | Life Is Hot in Cracktown                                      | Benny                        |               |
| 2009 | Not Since You                                                 | Sam Nelson                   |               |
| 2012 | The Dark Knight Rises                                         | Oficial de policía en puente |               |
| 2016 | The Neon Demon                                                | Jack McCarther               |               |

### Televisión
| Año     | Título                        | Personaje                                  | Notas                        |
| ------- | ----------------------------- | ------------------------------------------ | ---------------------------- |
| 2002    | Taken                         | Jesse Keys – Adulto                        | 3 Episodios                  |
| 2003–04 | Dragnet                       | Det. Jimmy McCarron / Det. Dexter McCarron | 10 Episodios                 |
| 2006    | Law & Order: Criminal Intent  | Tim Rainey                                 | Episodio: "Vacancy"          |
| 2006    | Kidnapped                     | Kenneth Cantrell                           | Episodio: "Special Delivery" |
| 2006–07 | Sons & Daughters              | Wylie Blake                                | 9 Episodios                  |
| 2007    | Rescue Me                     | Troy Vollie                                | 7 Episodios                  |
| 2008–13 | Dexter                        | Det. Joseph Quinn                          | 72 Episodios                 |
| 2009–12 | Gossip Girl                   | Jack Bass                                  | 11 Episodios                 |
| 2012    | Justified                     | Fletcher 'The Ice Pick' Nix                | Episodio: "The Gunfighter"   |
| 2014    | Those Who Kill                | Det. Nico Bronte                           | 3 Episodios                  |
| 2015    | The Astronaut Wives Club      | Alan Shepard                               | 10 Episodios                 |
| 2015    | Limitless (Sin límites [Esp]) | Agente Casey Rooks                         | 3 Episodios                  |
| 2016–17 | Shooter                       | Lon Scott                                  | 3 Episodios                  |
| 2017–18 | Sneaky Pete                   | Joe                                        | 7 Episodios                  |
| 2017    | Brooklyn Nine-Nine            | Oficial Maldack                            | Episodio: "Moo Moo"          |
| 2018    | Elementary                    | Michael Rowan                              | Regular. Temporada 6         |
| 2020    | Manhunt: Deadly Games         | Cabeza del FBI Louis Freeh                 |                              |

## Premios y nominaciones
| Año  | Otorga                     | Premio                                                    | Título      | Resultado |
| ---- | -------------------------- | --------------------------------------------------------- | ----------- | --------- |
| 2005 | Fangoria Chainsaw Awards   | Mejor actor                                               | Love Object | Nominado  |
| 2009 | Screen Actors Guild Awards | Destacado desempeño por un conjunto en una Serie de Drama | Dexter      | Nominado  |
| 2010 | Screen Actors Guild Awards | Destacado desempeño por un conjunto en una Serie de Drama | Dexter      | Nominado  |
| 2011 | Screen Actors Guild Awards | Destacado desempeño por un conjunto en una Serie de Drama | Dexter      | Nominado  |
| 2012 | Screen Actors Guild Awards | Destacado desempeño por un conjunto en una Serie de Drama | Dexter      | Nominado  |